# Kyŏngwŏn (ort i Nordkorea)
Kyŏngwŏn är en ort i Nordkorea.   Den ligger i provinsen Hambuk, i den nordöstra delen av landet, 600 km nordost om huvudstaden Pyongyang. Kyŏngwŏn ligger 83 meter över havet och antalet invånare är 12 650.
Terrängen runt Kyŏngwŏn är kuperad åt nordväst, men åt sydost är den platt. Runt Kyŏngwŏn är det ganska glesbefolkat, med 30 invånare per kvadratkilometer. Det finns inga andra samhällen i närheten. Trakten runt Kyŏngwŏn består till största delen av jordbruksmark.